# Chorisoneura itatiaiensis
Chorisoneura itatiaiensis är en kackerlacksart som beskrevs av Rocha e Silva 1957. Chorisoneura itatiaiensis ingår i släktet Chorisoneura och familjen småkackerlackor. Inga underarter finns listade i Catalogue of Life.